# لیپونوف (دهانه)
لیپونوف یک دهانه برخوردی در ماه‌ است.